# Nika Kenchadze
Nika Kenchadze –en georgiano: ნიკა კენჭაძე– (17 de abril de 1997) es un deportista georgiano que compite en lucha libre.
Ganó una medalla de bronce en el Campeonato Mundial de Lucha de 2021 y dos medallas de bronce en el Campeonato Europeo de Lucha, en los años 2019 y 2021.

## Palmarés internacional
| Campeonato Mundial | Campeonato Mundial | Campeonato Mundial | Campeonato Mundial |
| Año                | Lugar              | Medalla            | Categoría          |
| ------------------ | ------------------ | ------------------ | ------------------ |
| 2021               | Oslo (Noruega)     | Medalla de bronce  | 79 kg              |
| Campeonato Europeo |                    |                    |                    |
| Año                | Lugar              | Medalla            | Categoría          |
| 2019               | Bucarest (Rumania) | Medalla de bronce  | 79 kg              |
| 2021               | Varsovia (Polonia) | Medalla de bronce  | 79 kg              |